# Billy Crudup
William Gaither Crudup (Manhasset, 1968. július 8. –) Tony- és kétszeres Primetime Emmy-díjas amerikai színész. 
Négyszer jelölték Tony-díjra, 2007-ben Tom Stoppard The Coast of Utopia című darabjában nyújtott alakításáért el is nyerte a díjat. 
Ő szolgáltatta a hangját a MasterCard "Megfizethetetlen" reklámkampányához.

## Fiatalkora és tanulmányai
A New York állambeli Manhassetben született. Szülei, Georgann (sz. Gaither) és Thomas Henry Crudup III gyermekkorában elváltak, majd később újra összeházasodtak, mielőtt másodszor is elváltak volna. Apai ágon az észak-karolinai Josiah Crudup képviselő leszármazottja. Anyai nagyapja William Cotter "Billy" Gaither, Jr. volt, egy ismert floridai peres ügyvéd, anyai nagyanyja pedig később újra férjhez ment James Duncan episzkopális püspökhöz. Crudup három fiú közül másodikként született, két testvére van: Tommy vezető producer és Brooks, aki szintén producer. Nyolcéves korában hagyta el New Yorkot a családjával, először Texasban, majd Floridában élt. A floridai Fort Lauderdale-ben, a Saint Thomas Aquinas középiskolában végzett 1986-ban.
A Chapel Hill-i Észak-Karolinai Egyetemre járt, ahol egyetemi diplomát szerzett, és a színészet iránti szenvedélyét az egyetemi színjátszó társulatban, a LAB! Színházban játszotta. Az UNC-STV legnépszerűbb műsorában, a General College-ban is szerepelt. Tagja volt a Delta Kappa Epsilon Béta tagozatának. Ezután a New York University Tisch School of the Arts végzős színészképzésén tanult, ahol 1994-ben Master of Fine Arts képesítést szerzett.

## Magánélete
1996-tól 2003 novemberéig Mary-Louise Parker színésznővel élt kapcsolatban. Parker hét hónapos terhes volt a 2004 januárjában született fiukkal, amikor Crudup véget vetett kapcsolatuknak, és Claire Danes színésznővel kezdett randevúzni. Crudup és Danes 2006-ban váltak el.

## Filmográfia

### Film
| Év   | Magyar cím                         | Eredeti cím                    | Szerep                       | Magyar hang           |
| ---- | ---------------------------------- | ------------------------------ | ---------------------------- | --------------------- |
| 1996 | Pokoli lecke                       | Sleepers                       | Tommy Marcano                | Gáspár András         |
| 1996 | A varázsige: I love you            | Everyone Says I Love You       | Ken Risley                   | Albert Gábor          |
| 1997 | Három a nagylány                   | Inventing the Abbotts          | Jacey Holt                   | Bede-Fazekas Szabolcs |
| 1997 |                                    | Grind                          | Eddie Dolan                  |                       |
| 1998 |                                    | Monument Ave.                  | Teddy Timmons                |                       |
| 1998 | Korlátok nélkül                    | Without Limits                 | Steve Prefontaine            | Rékasi Károly         |
| 1998 | Hi-Lo Country                      | The Hi-Lo Country              | Pete Calder                  | Weil Róbert           |
| 1999 | A vadon hercegnője                 | Princess Mononoke              | Aszitaka (hangja)            | Lippai László         |
| 1999 | Az élet kalandja                   | Jesus' Son                     | FH                           |                       |
| 2000 | Szerelmem szelleme                 | Waking the Dead                | Fielding Pierce              | Széles Tamás          |
| 2000 | Majdnem híres                      | Almost Famous                  | Russell Hammond              | László Zsolt          |
| 2001 | World Traveler – Az utazó          | World Traveler                 | Cal                          |                       |
| 2001 | Charlotte Gray                     | Charlotte Gray                 | Julien Levade                | Görög László          |
| 2003 | Nagy Hal                           | Big Fish                       | William "Will" Bloom         | Miller Zoltán         |
| 2003 | Nőies játékok                      | Stage Beauty                   | Ned Kynaston                 | Balázs Zoltán         |
| 2005 | Házasság a négyzeten               | Trust the Man                  | Tobey                        | Széles László         |
| 2006 | Mission: Impossible III            | Mission: Impossible III        | John Musgrave                | Miller Zoltán         |
| 2006 | Az ügynökség                       | The Good Shepherd              | Arch Cummings                | Dévai Balázs          |
| 2007 | Nélküled nem megy                  | Dedication                     | Henry Roth                   | Széles Tamás          |
| 2008 | Röppentyűöv                        | Pretty Bird                    | Curtis Prentiss              | Kárpáti Levente       |
| 2009 | Watchmen: Az őrzők                 | Watchmen                       | Jon Osterman / Dr. Manhattan | Miller Zoltán         |
| 2009 | Közellenségek                      | Public Enemies                 | John Edgar Hoover            | Pálmai Szabolcs       |
| 2010 | Ízek, imák, szerelmek              | Eat Pray Love                  | Stephen                      | Széles Tamás          |
| 2011 | Vékony jég                         | Thin Ice                       | Randy Kinney                 | Galambos Péter        |
| 2012 | Kertvárosi kommandó                | The Watch                      | Paul                         | Miller Zoltán         |
| 2013 | Vérkötelék                         | Blood Ties                     | Frank Pierzynski             | Stohl András          |
| 2014 | Sodródva                           | Rudderless                     | Sam Manning                  | Miller Zoltán         |
| 2014 | A leghosszabb hét                  | The Longest Week               | Dylan Tate                   | Széles László         |
| 2014 | Üvegállú                           | Glass Chin                     | J.J. Cook                    |                       |
| 2015 | A stanfordi börtönkísérlet         | The Stanford Prison Experiment | Dr. Philip Zimbardo          | Széles Tamás          |
| 2015 | Spotlight – Egy nyomozás részletei | Spotlight                      | Eric MacLeish                | Miller Zoltán         |
| 2016 | Ifjúság Oregonban                  | Youth in Oregon                | Brian Gleason                | Miller Zoltán         |
| 2016 | Jackie                             | Jackie                         | Az újságíró                  | Stohl András          |
| 2016 | Huszadik századi nők               | 20th Century Women             | William                      | Miller Zoltán         |
| 2017 |                                    | 1 Mile to You                  | K edző                       |                       |
| 2017 | Alien: Covenant                    | Alien: Covenant                | Christopher Oram             | Miller Zoltán         |
| 2017 | Az Igazság Ligája                  | Justice League                 | Dr. Henry Allen              | Miller Zoltán         |
| 2019 | Esküvő után                        | After the Wedding              | Oscar Carlson                | Széles Tamás          |
| 2019 | Hová tűntél, Bernadette?           | Where'd You Go, Bernadette     | Elgin Branch                 | Király Attila         |
| 2019 | Hová tűntél, Bernadette?           | Where'd You Go, Bernadette     | Elgin Branch                 | Bede-Fazekas Szabolcs |
| 2021 | Zack Snyder: Az Igazság Ligája     | Zack Snyder's Justice League   | Dr. Henry Allen              | Miller Zoltán         |
| 2021 |                                    | Die in a Gunfight              | Narrátor                     |                       |

### Televízió
| Év    | Magyar cím              | Eredeti cím              | Szerep                   | Megjegyzések                                |
| ----- | ----------------------- | ------------------------ | ------------------------ | ------------------------------------------- |
| 2011  | Válság a Wall Streeten  | Too Big to Fail          | Timothy Geithner         | - tévéfilm - magyar hangja: - Miller Zoltán |
| 2017  | Gypsy                   | Gypsy                    | Michael Holloway         | főszereplő (10 epizód)                      |
| 2019  |                         | At Home with Amy Sedaris | Dr. Raddish              | 1 epizód                                    |
| 2019– | The Morning Show        | The Morning Show         | Cory Ellison             | 10 epizód                                   |
| 2022  | Az utolsó filmcsillagok | The Last Movie Stars     | James Goldstone (hangja) | dokumentum-minisorozat                      |
| 2023  | Helló, holnap!          | Hello Tomorrow!          | Jack Billings            | főszereplő                                  |

## Fordítás
- Ez a szócikk részben vagy egészben  a   Billy Crudup című angol Wikipédia-szócikk fordításán alapul.  Az eredeti cikk szerkesztőit annak laptörténete sorolja fel. Ez a jelzés csupán a megfogalmazás eredetét és a szerzői jogokat jelzi, nem szolgál a cikkben szereplő információk forrásmegjelöléseként.